# Sigma additività
In matematica, l'additività e σ-additività (sigma additività) di una funzione definita su dei sottoinsiemi di un insieme dato sono astrazioni delle proprietà della misura (lunghezza, area, volume) di un insieme: la "misura" dell'unione di due insiemi disgiunti non è altro che la somma delle due misure singole.

## Definizioni
Sia {\displaystyle {\mathcal {A}}} un'algebra di insiemi. Una funzione {\displaystyle \mu \colon {\mathcal {A}}\to [-\infty ,\infty ]} (vedi retta reale estesa) è detta (finitamente) additiva se, {\displaystyle \forall \,A,B\in {\mathcal {A}}} disgiunti si ha:
{\displaystyle \mu (A\cup B)=\mu (A)+\mu (B)}
La funzione è detta numerabilmente additiva o σ-additiva se per ogni successione {\displaystyle A_{1},A_{2},\dots {},A_{n},\dots {}\in {\mathcal {A}}} tra loro disgiunti e tali che la loro unione numerabile stia ancora in {\displaystyle {\mathcal {A}}} si ha:
{\displaystyle \mu \left(\bigcup _{n=1}^{\infty }A_{n}\right)=\sum _{n=1}^{\infty }\mu (A_{n})}
Ogni funzione σ-additiva è una funzione (finitamente) additiva, ma non vale il contrario.

## Proprietà
Come conseguenza della definizione si ha che una funzione additiva non può assumere sia {\displaystyle -\infty } che {\displaystyle +\infty } come valori, perché l'espressione {\displaystyle \infty -\infty } è indefinita. Si può dimostrare per induzione matematica che una funzione additiva soddisfa:
{\displaystyle \mu \left(\bigcup _{n=1}^{N}A_{n}\right)=\sum _{n=1}^{N}\mu (A_{n})}
per ogni collezione finita {\displaystyle A_{1},A_{2},\dots {},A_{n}} di insiemi disgiunti in  {\displaystyle {\mathcal {A}}}.
Utili proprietà di una funzione additiva {\displaystyle \mu } sono:
- {\displaystyle \mu (\emptyset )=0}.
- Se {\displaystyle \mu } è non negativa (cioè {\displaystyle \forall \,E\in {\mathcal {A}}\;\;\mu (E)\geq 0}) e {\displaystyle A\subset B}, allora {\displaystyle \mu (A)\leq \mu (B)}.
- Se {\displaystyle A\subset B} allora  {\displaystyle \mu (B-A)=\mu (B)-\mu (A)}.
- Dati {\displaystyle A} e {\displaystyle B}, {\displaystyle \mu (A\cup B)+\mu (A\cap B)=\mu (A)+\mu (B)}.

## Esempi
Un esempio di funzione σ-additiva è la funzione {\displaystyle \mu } definita sull'insieme delle parti dei numeri reali, tale che:
{\displaystyle \mu (A)={\begin{cases}1&{\mbox{ se }}0\in A\\0&{\mbox{ se }}0\notin A\end{cases}}}